# Cornufer papuensis
Cornufer papuensis es una especie de anfibio de la familia Ceratobatrachidae.

## Distribución geográfica
Se encuentra en las islas Molucas, Nueva Guinea, Islas d’Entrecasteaux, Islas Trobriand, Nueva Bretaña y Nueva Irlanda.   